# Osmia bicolor
Espèce
Osmia bicolor, l'Osmie bicolore, est une espèce d'insectes hyménoptères de la famille des Megachilidae, du genre Osmia. C'est une abeille solitaire nidifiant dans les coquilles d'escargots vides.

## Description
L'Osmie bicolore est une petite abeille de 9 à 10 mm de long.
- Femelle : légèrement trapue. Elle porte une pilosité noire sur la tête et le thorax, rouille vif sur l'abdomen et la brosse ventrale[1]. Les pattes sont bicolores : les poils du tarse sont roux, ceux du fémur noirs.
- Mâle : un peu plus svelte. Il porte des poils gris jaunâtre sur la tête, le thorax et l'avant de l'abdomen. Les tergites postérieurs sont jaune rougeâtre.

L'Osmie bicolore présente les mêmes couleurs que Osmia cornuta mais elle est plus petite, les femelles ne portent pas de cornes de clypeus.

## Répartition
L'osmie bicolore est largement répandue.
Elle apprécie les pelouses sèches, l'orée des bois et les gravières.

## Comportement
La période de vol se situe entre mars et juin. Certaines femelles sont encore visibles début juillet.
La nidification se fait dans les coquilles d'escargot (famille des Helicidae).
Début mars, les mâles sortent de la coquille d'escargot où leur mère avait pondu un œuf le printemps de l'année précédente. Ils commencent à chercher des coquilles d'escargot à l'intérieur desquelles les femelles sont encore dans leur cocon. Les femelles apparaissent une quinzaine de jours après les mâles (comme pour les osmies rousses et cornues).
Après l'accouplement, la femelle cherche une coquille vide de Cepaea, Arianta ou de jeune escargot de Bourgogne. Elle inspecte l'intérieur puis déplace la coquille de manière que l'ouverture soit sur le côté ou vers le haut. Elle va ensuite prélever des fragments de feuilles de plantes, souvent des Rosacées, qu'elle malaxe avec de la salive pour en faire une pâte verdâtre, le "ciment végétal",  qu'elle applique par petites taches sur la surface de la coquille.
Elle part ensuite en quête de nectar et de pollen pour constituer des réserves de nourriture pour la future larve qui naîtra de sa ponte. Elle visite diverses fleurs comme celles du pissenlit (Taraxacum officinale), de l'hippocrépis à toupet (Hippocrepis comosa), ou de la bugle rampante (Ajuga reptans). Elle dépose pollen et nectar à l'intérieur de la coquille sans délimiter de cellule. Après plusieurs dizaines de voyages, l'osmie bicolore apporte quelques boulettes de ciment végétal qu'elle dépose à l'intérieur. Elle pond un œuf et construit un opercule interne avec le ciment précédemment apporté. Elle bouche ensuite le reste de la spire de la coquille avec des petits cailloux et des fragments de bois et maintient l'ensemble par une autre cloison de ciment végétal.
Le nid de l'Osmie bicolore ne comporte donc qu'une seule cellule. Pour protéger sa ponte, l'osmie retourne la coquille afin que l'ouverture soit appliquée sur le sol. Elle enfouit ensuite la coquille dans la terre et apporte par de multiples vols des herbes sèches, des aiguilles de pin ou d'autres éléments végétaux qu'elle empile sur la coquille. Après deux jours de travail complet (et beaucoup plus par mauvais temps), la coquille est complètement dissimulée sous un monticule de la taille du poing.
L'Osmie bicolore pond au plus 5 à 7 œufs dans la saison mais compte tenu des précautions exceptionnelles prises par la femelle, le taux de parasitisme du nid est très faible.
Après éclosion, l’œuf donnera une larve qui s'alimentera des réserves de nourriture formées du nectar et pollen déposée par sa mère. La larve se transformera en nymphe avant d'atteindre l'état adulte (imago).